# Lee Ju-yeon
Lee Ju-yeon (koreanisch 이주연; * 29. Oktober 1987 in Seoul) ist eine ehemalige südkoreanische Eisschnellläuferin.

## Werdegang
Lee belegte bei den Juniorenweltmeisterschaften 2003 in Kushiro den 16. Platz im Kleinen-Vierkampf sowie den vierten Rang in der Teamverfolgung, bei den Juniorenweltmeisterschaften 2004 in Roseville den neunten Platz im Kleinen-Vierkampf sowie den sechsten Rang in der Teamverfolgung und bei den Einzelstreckenasienmeisterschaften 2004 in Chuncheon den fünften Platz im 3000 m. In der Saison 2004/05 nahm sie in Hamar erstmals am Eisschnelllauf-Weltcup teil, wobei sie in der B-Gruppe den 15. Platz im 1500 m und den achten Platz über 3000 m errang und gewann bei den Juniorenweltmeisterschaften 2005 in Seinäjoki die Silbermedaille in der Teamverfolgung. Zudem wurde sie dort Fünfte im Kleinen-Vierkampf und bei den Einzelstreckenasienmeisterschaften 2005 in Shibukawa Sechste über 3000 m sowie Fünfte über 5000 m. Im folgenden Jahr lief sie bei den Olympischen Winterspielen 2006 in Turin auf den 26. Platz über 1000 m sowie auf den 16. Rang über 1500 m und gewann bei den Juniorenweltmeisterschaften 2006 in Erfurt die Bronzemedaille im Kleinen-Vierkampf sowie erneut die Silbermedaille in der Teamverfolgung. In der Saison 2006/07 gewann sie bei der Winter-Universiade 2007 in Turin jeweils die Bronzemedaille über 3000 m und 5000 m sowie die Silbermedaille über 1500 m und bei den Winter-Asienspielen 2007 in Changchun die Silbermedaille über 1500 m. Außerdem wurde sie dort Vierte über 3000 m und kam bei den Einzelstreckenweltmeisterschaften 2007 in Salt Lake City auf den 14. Platz über 3000 m sowie auf den zehnten Rang über 1500 m. In den folgenden Jahren lief sie bei der Mehrkampfweltmeisterschaft 2008 in Berlin auf den 21. Platz im Kleiner-Vierkampf, bei den Einzelstreckenweltmeisterschaften 2008 in Nagano auf den 16. Platz über 3000 m sowie auf den 13. Rang über 1500 m, bei den Einzelstreckenasienmeisterschaften 2009 in Tomakomai jeweils auf den sechsten Platz über 3000 m und 5000 m sowie auf den fünften Rang über 1500 m und bei den Einzelstreckenweltmeisterschaften 2009 in Richmond auf den 20. Platz über 1500 m sowie auf den 16. Platz über 3000 m. Zudem nahm sie bei der Winter-Universiade 2009 in Harbin an vier Läufen teil, wobei sie in der Teamverfolgung die Silbermedaille holte. 
In der Saison 2009/10 belegte Lee bei den Olympischen Winterspielen 2010 in Vancouver den 33. Platz über 1500 m, den 23. Platz über 3000 m sowie den achten Platz in der Teamverfolgung und bei den Einzelstreckenasienmeisterschaften 2010 in Obihiro den neunten Platz über 5000 m und jeweils den vierten Rang über 1500 m und 3000 m. Nachdem sie zu Beginn der Saison 2010/11 in Berlin mit dem neunten Platz über 1500 m ihre einzige Top-Zehn-Platzierung im Weltcupeinzel erringen konnte, errang sie bei den Einzelstreckenasienmeisterschaften 2011 in Harbin jeweils den sechsten Platz über 1500 m und 3000 m und bei den Winter-Asienspielen 2011 in Astana den siebten Platz über 1500 m. Zudem gewann sie dort die Bronzemedaille im Massenstart und die Goldmedaille in der Teamverfolgung. In der Saison 2011/12 kam bei den Einzelstreckenweltmeisterschaften 2012 in Heerenveen auf den 19. Platz über 1500 m sowie auf den sechsten Rang in der Teamverfolgung und erreichte in der Teamverfolgung mit dritten Plätzen in Heerenveen und Hamar sowie mit dem zweiten Platz in Berlin ihre einzigen Podestplatzierungen im Weltcup. Dieser zweite Platz zugleich ihre letzte Teilnahme im Weltcup.
Lee wurde fünfmal südkoreanische Meisterin im Kleinen-Vierkampf (2004, 2005, 2008, 2009, 2011), viermal über 1500 m (2007, 2008, 2010, 2011), zweimal über 3000 m (2007, 2008) und einmal über 5000 m (2009).

## Erfolge

### Olympische Spiele
- 2006 Turin: 16. Platz 1500 m, 26. Platz 1000 m
- 2010 Vancouver: 8. Platz Teamverfolgung, 23. Platz 3000 m, 33. Platz 1500 m

### Einzelstrecken-Weltmeisterschaften
- 2007 Salt Lake City: 10. Platz 1500 m, 14. Platz 3000 m
- 2008 Nagano: 13. Platz 1500 m, 16. Platz 3000 m
- 2009 Richmond: 16. Platz 3000 m, 20. Platz 1500 m
- 2012 Heerenveen: 6. Platz Teamverfolgung, 19. Platz 1500 m

### Mehrkampf-Weltmeisterschaften
- 2008 Berlin: 21. Platz Kleiner-Vierkampf

### Asienmeisterschaften
- 2004 Chuncheon: 5. Platz 3000 m
- 2005 Shibukawa: 5. Platz 5000 m, 6. Platz 3000 m
- 2009 Tomakomai: 5. Platz 1500 m, 6. Platz 3000 m, 6. Platz 5000 m
- 2010 Obihiro: 4. Platz 1500 m, 4. Platz 3000 m, 9. Platz 5000 m
- 2011 Harbin: 6. Platz 1500 m, 6. Platz 3000 m

### Winter-Asienspiele
- 2007 Changchun: 2. Platz 1500 m, 4. Platz 3000 m
- 2011 Astana: 1. Platz Teamverfolgung, 3. Platz Massenstart, 7. Platz 1500 m

## Persönliche Bestzeiten
| Disziplin | Zeit        | Datum             | Ort            |
| --------- | ----------- | ----------------- | -------------- |
| 500 m     | 40,38 s     | 10. März 2006     | Erfurt         |
| 1000 m    | 1:17,92 min | 19. November 2005 | Salt Lake City |
| 1500 m    | 1:57,09 min | 17. November 2007 | Calgary        |
| 3000 m    | 4:05,64 min | 16. November 2007 | Calgary        |
| 5000 m    | 7:18,85 min | 22. November 2008 | Moskau         |